# Анатолий (Потапов)
Анатолий Оптинский Младший (в миру Александр Алексеевич Потапов; 15 (27) февраля 1855, Москва — 11 августа 1922, Оптина Пустынь) — иеросхимонах, преподобный Русской православной церкви, насельник Оптиной пустыни.

## Биография
Родился 15 (27) февраля 1855 года в городе Москве в старинной купеческой семье. Окончил уездное училище, а затем занимался торговлей, служил приказчиком в Калуге.
Стремился к духовной жизни с юных лет, но мать не отпускала его в монастырь.
После её смерти, в 1885 году, тридцатилетним человеком, пришёл в Оптину пустынь калужский приказчик Александр Потапов. Вскоре послушника Александра благословили быть келейником у преподобного старца Амвросия. И уже тогда открылся у преподобного Анатолия чудесный дар любви, сострадания и прозорливости.
23 апреля (5 мая) 1888 года в скитской церкви, послушник Александр был пострижен в рясофор.
3 (15) июня 1895 года пострижен в мантию с наречением имени Анатолий.
29 марта (11 апреля) 1906 году был рукоположён в сан иеромонаха и почти одновременно, указом Калужской духовной консистории, назначен духовником Казанской Амвросиевской женской пустыни в Шамордине, и исправлял это служение до самой своей кончины.
У преподобного Анатолия была возможность покинуть Оптину пустынь, но он категорически отказался, твёрдо решив оставаться в монастыре «пока не погонят».
После первого ареста вернулся старец в свою обитель еле живой, но со светлой улыбкой и благодарением Господу на устах, никого не осудив.
В 1921 году настоятель монастыря преподобный Исаакий предложил Старцу принять схиму. Во время пострига преподобный Анатолий был так слаб, что не мог сам держать свечу и схимнические обеты произносил едва слышным голосом. После принятия схимы ему сделалось лучше, он стал есть и понемногу подниматься с постели.
29 июля/11 августа 1922 года за старцем пришли, чтобы арестовать вторично. Он не противился, но попросил прийти за ним завтра, дав время «подготовиться». Видя преклонный возраст преподобного, конвоиры уступили. Всю ночь преподобный Анатолий провёл в молитве, а наутро келейник нашёл его коленопреклоненным и бездыханным.
Мощи преподобного Анатолия Оптинского были обретены 27 июня/10 июля 1998 года и в настоящее время пребывают в храме-усыпальнице в честь Владимирской иконы Божией Матери.